# Intimissimi
Intimissimi (произносится: Интимиссими) — итальянская компания по производству нижнего белья и одежды для мужчин и женщин, основанная в 1996 году в Доссобуоно (итал. Dossobuono), Виллафранка-ди-Верона. Производит бельё в полном ассортименте: бюстгальтеры, трусы, комплекты, трикотажные изделия и одежду для сна для женщин и мужчин. Бренд, наряду с Tezenis, Signorvino, Falconeri и Atelier Emé, входит в группу Calzedonia.

## История
Первоначально бренд запускался как линия нижнего белья для группы Calzedonia. Затем ассортимент продукции расширился до трикотажа и ночной одежды, сохраняя нижнее белье для мужчин и женщин в качестве основного продукта бренда.
В 1998 году Intimissimi имела 80 торговых точек в Италии, в последующие десять лет их число увеличилось более чем до тысячи, а дистрибьюторская сеть охватила весь европейский регион.
Intimissimi удалось зарекомендовать себя на рынке благодаря прочной и разветвлённой сети франчайзинга, основанной на магазинах со свежим и привлекательным имиджем и широким ассортиментом товаров, рассчитанным на потребителя любого типа. В настоящее время франчайзинговая сеть Intimissimi насчитывает более 1400 магазинов, находящихся в 40 странах мира.
В рамках соглашения о партнёрстве с третьей стороной одежда Intimissimi поступила в продажу в магазины Victoria’s Secret, и в 2007 году это партнерство было распространено на 240 магазинов.
В октябре 2017 года Intimissimi открыла магазин площадью 500 квадратных футов на Пятой авеню в Нью-Йорке

## Экономические данные
Финансовые результаты за 2017 год показали увеличение продаж и доходов, поддерживаемых международными деловыми партнёрами бренда. Выручка выросла до 2,31 млрд евро в 2016 году, увеличившись на 8,7 % по сравнению с предыдущим годом. Международные продажи составляют 54 % от общего объема продаж бренда/
В 2017 году продажи Intimissimi достигли 691 миллиона евро, заняв 2-е место после результатов бренда Calzedonia, которые составляют 802 миллионов евро

## Продвижение
В 2007 году на телевидении дебютировала рекламная кампания под названием «Heartango» под руководством режиссёра Габриэле Муччино (Gabriele Muccino) и с участием Моники Беллуччи в сопровождении португальской модели Хосе Фидальго (José Fidalgo).
Среди других известных лиц, которые предоставляли компании свой имидж, можно упомянуть модели Ану Беатрис Баррос, Ванессу Келли (Vanessa Kelly), Энди Мьюс (Andi Muise), Джози Маран, Бьянку Балти, Ирину Шейк (посол компании с 2010 года), Алиссу Миллер (с мая 2011 года для Bridal Collection) и Таню Митюшину (в 2012 году).
Для показа мужской линии бренда были выбраны Хесус Лус (Jesus Luz) и актёр Лука Арджентеро (Luca Argentero)
В 2013 году лицом Intimissimi для коллекции Весна / Лето стала Катя Зингаревич (Katsia Zingarevich), а для коллекции Осень / Зима — Бланка Суарес (Blanca Suarez).
В 2015 году Intimissimi представляла модель Шломит Малка, которая возглавляла международные рекламные кампании бренда до 2017 года, пока её не сменила Дакота Джонсон.
В 2016 году Ирина Шейк была приглашена в качестве главного героя новогодней телевизионной программы.
В октябре 2017 года бренд провёл четвёртый выпуск ледового шоу Легенда о красоте на арене Вероны с костюмами, разработанными Кьярой Ферраньи (Chiara Ferragni). А в 2018 году Ферраньи и Жизель Бюндхен (Gisele Bündchen) представляли коллекцию Весна / Лето.